# Municipio de Shevlin
El municipio de Shevlin (en inglés: Shevlin Township) es un municipio ubicado en el condado de Clearwater en el estado estadounidense de Minnesota. En el año 2010 tenía una población de 452 habitantes y una densidad poblacional de 5,62 personas por km².

## Geografía
El municipio de Shevlin se encuentra ubicado en las coordenadas 47°32′57″N 95°14′24″O / 47.54917, -95.24000. Según la Oficina del Censo de los Estados Unidos, el municipio tiene una superficie total de 80.49 km², de la cual 80,42 km² corresponden a tierra firme y (0,08 %) 0,06 km² es agua.

## Demografía
Según el censo de 2010, había 452 personas residiendo en el municipio de Shevlin. La densidad de población era de 5,62 hab./km². De los 452 habitantes, el municipio de Shevlin estaba compuesto por el 95,58 % blancos, el 0,88 % eran amerindios y el 3,54 % eran de una mezcla de razas. Del total de la población el 1,55 % eran hispanos o latinos de cualquier raza.